# NGC 5749
NGC 5749 ist ein Offener Sternhaufen vom Trumpler-Typ IV1p im Sternbild Wolf am Südsternhimmel. NGC 5749 hat einen Durchmesser von 10' und eine scheinbare Helligkeit von 8,8 mag. Der Haufen ist rund 3400 Lichtjahre vom Sonnensystem entfernt.

Entdeckt wurde das Objekt am 7. Mai 1826 von James Dunlop.